# 阿尔韦鲁埃拉德图沃
阿尔韦鲁埃拉德图沃，是西班牙阿拉贡自治区韦斯卡省的一个市镇。总面积21平方公里，总人口364人（2001年），人口密度17人/平方公里。